# ألثيا راينهارت
ألثيا راينهارت (بالدنماركية: Althea Reinhardt) مواليد 1 سبتمبر 1996 في آرهوس، هي لاعبة كرة يد دانمركية تلعب كحارس مرمى. مثلت منتخب الدنمارك لكرة اليد للسيدات.

## سجل المنافسة
شاركت في البطولات التالية:
- بطولة أوروبا لكرة اليد للسيدات 2016

## روابط خارجية
- ألثيا راينهارت على موقع الاتحاد الأوروبي لكرة اليد (الإنجليزية)
- ألثيا راينهارت على موقع اللجنة الأولمبية الدولية (الإنجليزية)